# Batgirl and the Birds of Prey
Batgirl and the Birds of Prey est un comics book mensuel de DC Comics écrit par Julie Benson et Shawna Benson et illustré par Claire Roe et Roge Antonio. Sa publication a commencé en juillet 2016 dans le cadre du DC Rebirth. Il s'agit de la quatrième série mettant en scène l'équipe des Birds of Prey.

## Synopsis
Le premier arc de l'histoire suit Batgirl, Black Canary et Huntress, alors qu'elles se battent avec les Hommes Serpents et Oracle, un méchant utilisant l'ancien nom de code de Batgirl.

## Historique de la publication
Annoncé dans le cadre du DC Rebirth, le titre a fait ses débuts en juillet 2016, avec un one shot, Batgirl and the Birds of Prey Rebirth no 1, avant la publication du mensuel,.
La série est écrite par Julie Benson et Shawna Benson. Claire Roe a illustré le Rebirth no 1 et les numéros 1 à 3 de la série mensuelle. Roge Antonio a repris le poste de dessinateur au début du numéro 4 et permet de finaliser le premier arc Qui Est Oracle? (Who Is Oracle?),,. Il a été annoncé en février 2018 que la série se terminerait avec le numéro 22, avec les Birds confrontant le Calculator.

## Réception critique
La première numéro a reçu une note moyenne de 6,9/10, basé sur 31 critiques d'après le review aggregator de Comic Book Roundup.

## Membres de l'équipe
L'équipe regroupe Batgirl, Black Canary, Huntress, Poison Ivy (à temps partiel) et Catwoman (à temps partiel).

## Publications

### Éditions américaines
- Tome 1 : Who Is Oracle? (Contient Batgirl and the Birds of Prey Rebirth no 1 + Batgirl and the Birds of Prey no 1-6, 2017)
- Tome 2 : Source Code (Contient Batgirl and the Birds of Prey no 7-13, 2017)
- Tome 3 : Full Circle (Contient Batgirl and the Birds of Prey no 14-22, 2018)

### Éditions françaises
L'éditeur Urban Comics a sorti l'intégrale de la série dans son édition kiosque Récit Complet Batman.
- Juin 2017 : Récit Complet Batman 1 : Qui est Oracle ? (Contient Batgirl and the Birds of Prey no 1 + Batgirl and the Birds of Prey no 1-6)  (ISBN 979-1-0268-1230-2).
- Juin 2018 : Récit Complet Batman 7 : Code Source (Contient Batgirl and the Birds of Prey no 7-13)  (ISBN 979-1-0268-1486-3).
- Avril 2019 : Récit Complet Batman 12 : La Boucle est bouclée (Contient Batgirl and the Birds of Prey no 14-22)  (ISBN 979-1-0268-2998-0).

En novembre 2019, il repropose la série dans une édition reliée sous le titre Birds of Prey Rebirth.